# گیگانت‌ها

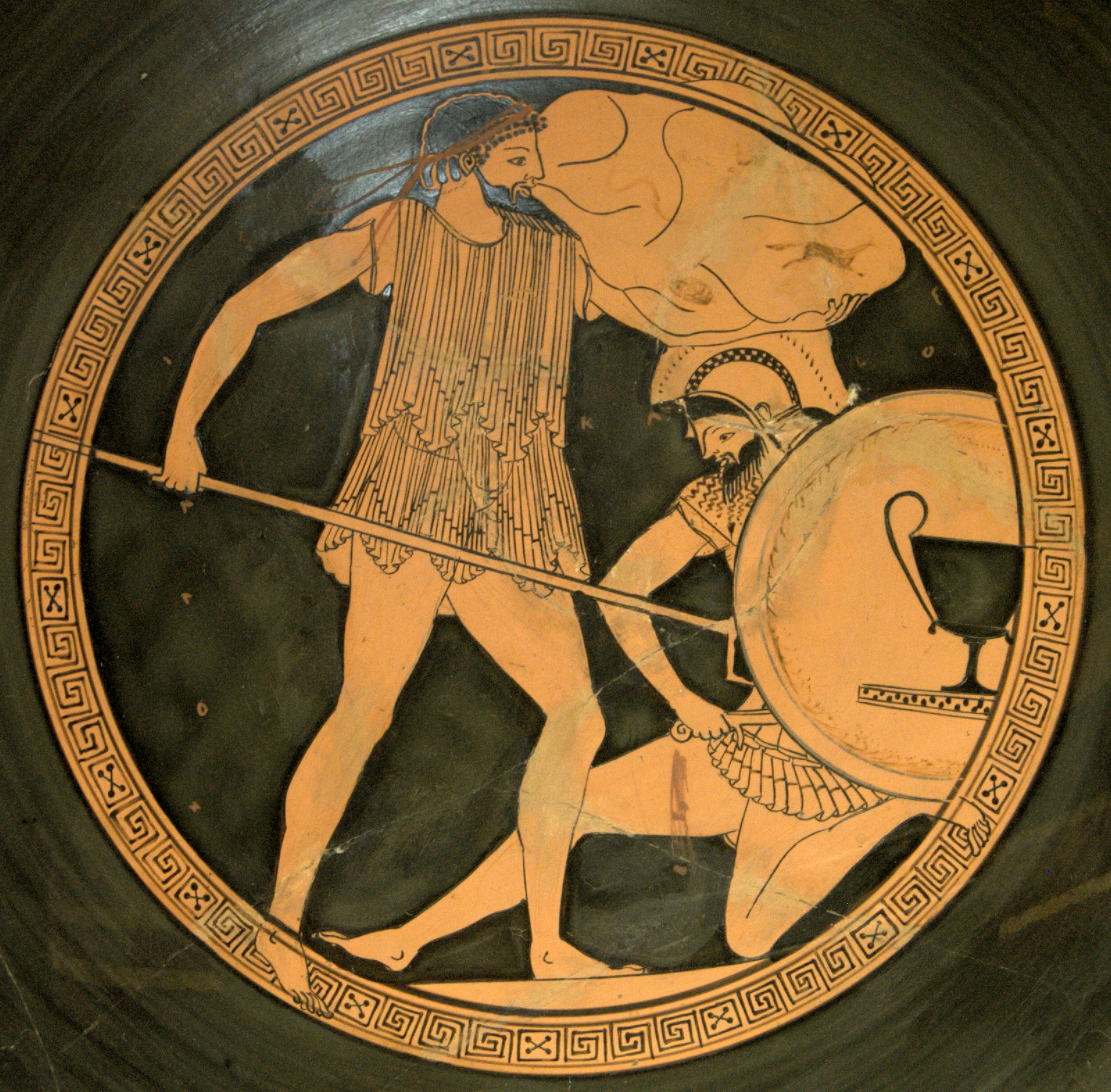
پوزئیدون در حال نبرد با گیگانت

گیگانت‌ها (به یونانی: Γιγαντες) (به معنی زاده زمین) یا هیولاهای بزرگ، در اسطوره‌شناسی یونانی نژادی بسیار قدرتمند و پرخاشگر بودند، هرچند لزوماً جثهٔ بزرگی نداشتند و در تفسیرات تعداد آن‌ها صدنفر برآورد شده است و دارای دمی شبیه به مار بودند. آن‌ها به خاطر گیگانتوماچی، نبردشان با المپ‌نشینان، شناخته می‌شدند. به گفته هزیود، گیگانت‌ها فرزندان گایا (زمین) بودند که از خونی که هنگام اخته شدن اورانوس (آسمان) توسط پسرش کرونوس ریخته شد، زاده شدند. هیگینوس، نویسنده لاتین سَدهٔ اول میلادی، گیگانت‌ها را فرزندان گایا و تارتاروس، یکی دیگر از ایزدان نخستین یونان، می‌داند. پرآوازه‌ترین آن‌ها گیگانت تراسیان بود که جنگ را علیه خدایان برپا کرد، اما هیولاهای بیشمار دیگری نیز بودند که شامل: اریمدون، آلکیونئوس، شکارچی، تایفون، نسل اول سیکلوپ‌ها که سه برادر شامل آرگس، برونتس و استروپس، گروئون و گگنیس بودند.
گیگانت‌ها به دستور گایا برای باز پس گرفتن سلطنت و قدرت تیتان‌ها به زئوس و دیگر المپ‌نشینان حمله کردند. به رهبری اریمدون و آلکیونئوس برای رسیدن به مقصد خود دو رشته کوه تسالی به نام‌های پلیئون و اوسا را بر روی یکدیگر قرار دادند. بعد از اینکه پیشگویی شده بود برای شکست دادن هیولاها به یک فانی نیاز است، المپ‌نشینان از هراکلس تقاضای کمک کردند و با همکاری یکدیگر توانستند آن‌ها را شکست دهند. بعد از شکست گیگانت‌ها هر یک را در زیر آتشفشانی در سرتاسر جهان به خاک سپردند.